# Ultimate Canada
Ultimate Canada est un organisme à but non lucratif qui fait office d’organe directeur du sport ultimate au Canada. Il gère les Championnats canadiens d’ultimate (CCU) et le Championnat universitaire d’ultimate canadien (CUUC).

## Histoire
En 2010, le Toronto Ultimate Club réalise un film documentaire, « 30 ans en 30 minutes » qui retrace l’histoire du club, ainsi que l’histoire de l’ultimate au Canada. Peu après l’invention du jeu dans les années 1960, Américains sont venus à Toronto dans les années 1970 et ont commencé à introduire les sports de disque pour les Torontois. Ken Westerfield et le fondateur et PDG de l’enseigne Discraft Jim Kenner introduire les Championnats canadiens open Frisbee (avec d’autres disciplines telles que le guts, la distance) dans les années 70 à l’Exposition nationale canadienne, puis plus tard sur les îles de Toronto. De ces championnats et de la présence de ces joueurs de frisbee professionnel (Westerfield, Kenner et Bob Blakely Irwin Toy), Toronto devient la plaque tournante de l’activité Frisbee au Canada. Mais il a fallu attendre les années 1970 que Ken Westerfield introduise l’ultimate au nord du 49e parallèle. Jusque-là, les gens jouait à d’autres disciplines du Frisbee, comme le disc golf, le freestyle, le guts, le DDC, le temps maximum de l’air, et d’autres.
Comme Ken Westerfield vécu à Kew Beach dans le sud-est de Toronto, c'est là où il installe sont magasin de disque-volant, pouvant à loisir prendre ses frisbees pour la plage et jouer avec n’importe qui voulaient se joindre à lui. Quatre joueurs d’utimate, Ken Westerfield, Jim Lim, Stuart Godfrey, et Patrick Chartrand ont joué un match improvisé d’ultimate frisbee un après-midi avec Ken Westerfield décrivant les règles. Pour ce groupe, cela devient une chose habituelle et le groupe a commencé à croître.
Christopher Lowcock, qui découvre les sports de disque par son frère Les, fait partie de ce groupe qui jouait un match improvisé à Kew Beach chaque mercredi soir d’été. Chris, Ken et les autres seraient recruter plus de gens qui passaient par le long de la promenade, et le recrutement allait donner deux équipes complètes.
En 1980, Ken a envoyé des invitations de l’équipe de Wards Island, West End, le centre-ville et la plage. Lors de la première année de la Toronto Ultimate League il y avait quatre équipes dont chaque équipe, à tour de rôle, s’octroie l’organisation des matchs de championnat à leur emplacement d’origine. Ce sont les premiers matchs de championnat d’ultimate frisbee à Toronto, le début de la « Toronto Ultimate League (Club) », et la première ligue d’ultimate au Canada. La Toronto Ultimate League développe le Toronto Ultimate Club (TUC), qui a maintenant 3 300 membres et plus de 250 équipes jouant toute l'année.
En 2013, en tant que partenaire fondateur, le TUC présente la première équipe canadienne professionnelle d’ultimate, le Rush de Toronto pour l’American Ultimate Disc League (AUDL), aujourd'hui appelé l’Ultimate Frisbee Association (UFA).

## Structure
Ultimate Canada englobe les associations régionales : Ontario Disc Sports Association (ODSA), British Columbia Disc Sports Society, Fédération québécoise d’ultimate.